# 335 Роберта
335 Роберта (335 Roberta) је астероид главног астероидног појаса. Приближан пречник астероида је 89,07 km,
а средња удаљеност астероида од Сунца износи 2,473 астрономских јединица (АЈ).
Инклинација (нагиб) орбите у односу на раван еклиптике је 5,095 степени, а орбитални период износи 1421,057 дана (3,890 године). Ексцентрицитет орбите астероида износи 0,174.
Апсолутна магнитуда астероида износи 8,96 а геометријски албедо 0,058.
Астероид је откривен 1. септембра 1892. године.